# Kerkhofkapel Calvarieberg

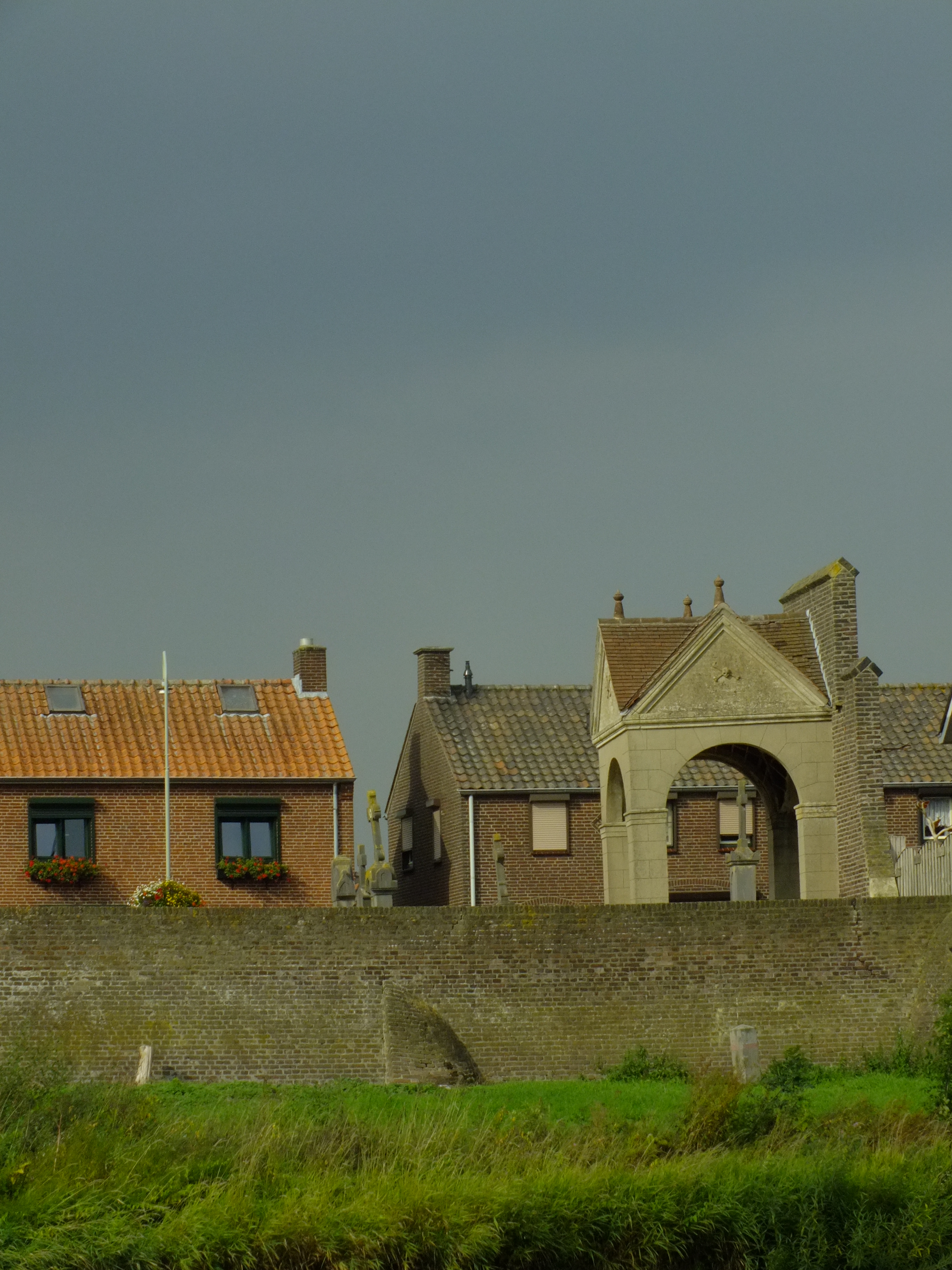
Kerkhofkapel Calvarieberg gezien vanaf de Maas

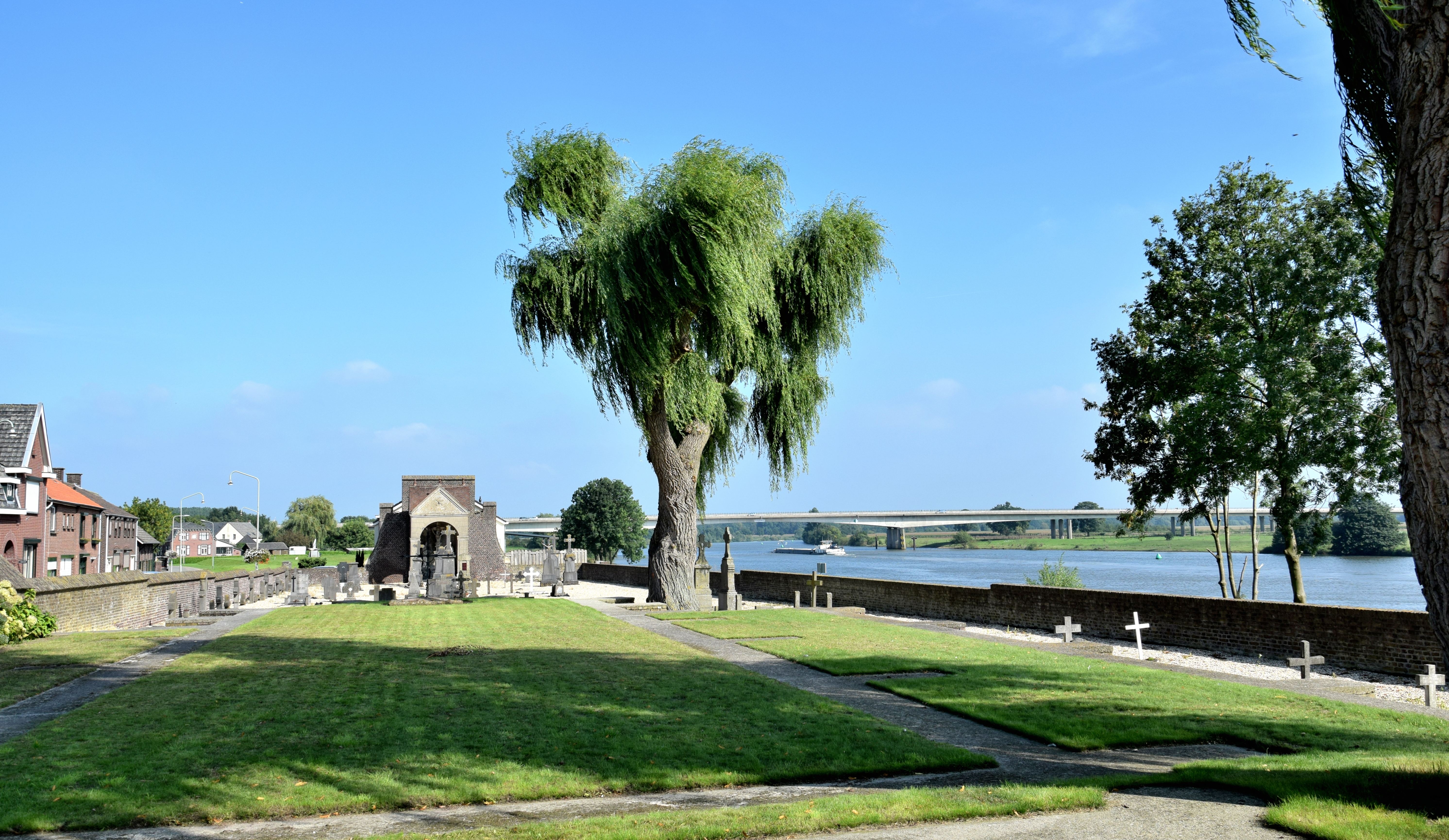
Het kerkhof met aan het uiteinde de kerkhofkapel

De Kerkhofkapel Calvarieberg is een kapel in Well in de Nederlands Noord-Limburgse gemeente Bergen. De kapel staat op de begraafplaats aan de zuidzijde van het dorp nabij de Maas. Aan het andere uiteinde van de begraafplaats staat de Sint-Vituskapel.

## Geschiedenis
In het laatste kwart van de 19e eeuw werd de kapel waarschijnlijk gebouwd.
In 1944 werd de nabijgelegen oude Sint-Vituskerk verwoest.
Op 24 juni 2002 werd de kapel ingeschreven in het rijksmonumentenregister.

## Bouwwerk
De kerkhofkapel is opgetrokken op een vierkant plattegrond en is geplaatst tegen de bakstenen kerkhofmuur die ter plaatse verhoogd is. De open kapel is gebouwd in neoclassicistische stijl en bestaat uit vier zuilen waarop een dakconstructie rust. De kapel heeft een kruisdak met rode keramische daktegels die in maasdekking zijn gelegd. Op de uiteinden van de nokken zijn er drie pironnen geplaatst. Tussen de zuilen zijn er rondboogvormige doorgangen, waarbij de zuilen en de bogen van gecementeerd metselwerk zijn voorzien die voegwerk imiteert. Boven de bogen is er een gecementeerd fronton aangebracht, voorzien van eenvoudig geprofileerd lijstwerk, met in elke timpaan een cementen doodshoofd met daaronder de tekst memento mori.
Aan de binnenzijde wordt de kapel gedekt door een bepleisterd kruisgewelf. In de achterwand bevindt zich een rondboogvormige nis waarin drie gegoten beelden zijn geplaatst op een cementen altaar met de tekst Consummatum est. Het middelste beeld bestaat uit een houten kruis met daarop corpus. De twee andere sculpturen zijn moeder Maria en Johannes de Doper.